# Rune Høydahl
Rune Høydahl (Drammen, 10 december 1969) is een voormalig wielrenner en mountainbiker uit Noorwegen. Hij is meervoudig nationaal kampioen op het onderdeel cross country mountainbike.
Høydahl vertegenwoordigde zijn vaderland tweemaal op rij bij de Olympische Spelen: in 1996 (Atlanta) en 2000 (Sydney). Zijn beste olympische prestatie was de elfde plaats die Høydahl behaalde in Atlanta, waar hij op ruim tien minuten finishte van winnaar Bart Brentjens uit Nederland.

## Cross Country
| Seizoen | Wereldbeker                                    | Kampioenschappen | Overige    | Totaal aantal zeges |
| ------- | ---------------------------------------------- | ---------------- | ---------- | ------------------- |
| 1992    |                                                | NK               |            | 1                   |
| 1993    |                                                |                  |            | 0                   |
| 1994    |                                                | NK               | Mesterskab | 2                   |
| 1995    | Mt Snow, Crains, Madrid Houffalize, Mt St Anne |                  | Mesterskab | 6                   |
| 1996    | Mt Snow                                        |                  | Mesterskab | 2                   |
| 1997    |                                                | NK               |            | 1                   |
| 1998    | Napa Valley                                    | NK               | Mesterskab | 3                   |
| 1999    |                                                |                  | Mesterskab | 1                   |
| 2000    |                                                | NK               |            | 1                   |
| 2001    |                                                |                  |            | 0                   |
| 2002    |                                                |                  |            | 0                   |
| 2003    |                                                | NK               |            | 1                   |

- Bibsys: 7006057
- Virtual International Authority File: 20145971379032330752